# Lijst van plaatsen in Engeland
Dit is een lijst van plaatsen met town-status in Engeland. Plaatsen met city-status zijn vet aangegeven.
Zie ook: Lijst van plaatsen in Engeland naar inwonertal (top 50)

## A
Abingdon, Accrington, Acle, Acton, Adlington, Alcester, Aldeburgh, Aldershot, Aldridge, Alford, Alfreton, Allendale, Alnwick, Alsager, Alston, Alton, Alton, Altrincham, Amble, Amersham, Amesbury, Ampthill, Andover, Appleby-in-Westmorland, Arlesey, Arundel, Ashbourne, Ashburton, Ashby-de-la-Zouch, Ashford, Ashington, Ashton-in-Makerfield, Ashton-under-Lyne, Askern, Aspatria, Atherstone, Attleborough, Axbridge, Axminster, Aylesbury, Aylsham

## B
Bacup, Bakewell, Baldock, Banbury, Barking, Barnard Castle, Barnet, Barnoldswick, Barnsley, Barnstaple, Barrow-in-Furness, Barton-upon-Humber, Basildon, Basingstoke, Bath, Batley, Battle, Bawtry, Beaconsfield, Beaminster, Bebington, Beccles, Bedale, Bedford, Bedlington, Bedworth, Beeston, Belper, Bentham, Berkhamsted, Berwick-upon-Tweed, Beverley, Bewdley, Bexhill-on-Sea, Bicester, Biddulph, Bideford, Biggleswade, Billericay, Bilston, Bingham, Bingley, Birkenhead, Birmingham, Bishop Auckland, Bishop's Castle, Bishop's Stortford, Bishop's Waltham, Blackburn, Blackheath, Blackpool, Blandford Forum, Bletchley, Bloxwich, Blyth, Bodmin, Bognor Regis, Bollington, Bolsover, Bolton, Bootle, Borehamwood, Boroughbridge, Boston, Bottesford, Bourne, Bournemouth, Brackley, Bracknell, Bradford, Bradford on Avon, Brading, Bradley Stoke, Bradninch, Braintree, Brentford, Brentwood, Bridgnorth, Bridgwater, Bridlington, Bridport, Brierley (Gloucestershire), Brierley (Herefordshire), Brierley (South Yorkshire), Brierley Hill, Brigg, Brighouse, Brightlingsea, Brighton and Hove, Bristol, Brixham, Broadstairs, Bromley, Bromsgrove, Bromyard, Broseley, Brownhills, Buckfastleigh, Buckingham, Bude, Budleigh Salterton, Bungay, Buntingford, Burford, Burgess Hill, Burnham-on-Crouch, Burnham-on-Sea, Burnley, Burntwood, Burton Bradstock, Burton Latimer, Burton upon Trent, Bury, Bury, Bury, Bury St. Edmunds, Buxton

## C
Caistor, Calne, Camberley, Camborne, Cambridge, Camelford, Cannock, Canterbury, Carlisle, Carnforth, Carterton, Castle Cary, Castleford, Chadderton, Chagford, Chard, Charlbury, Chatham, Chatteris, Chelmsford, Cheltenham, Chesham, Chesham Bois, Cheshunt, Chester, Chesterfield, Chester-le-Street, Chichester, Chippenham, Chipping Campden, Chipping Norton, Chipping Ongar, Chipping Sodbury, Chorley, Christchurch, Church Stretton, Cinderford, Cirencester, Clacton-on-Sea, Cleator Moor, Cleckheaton, Cleethorpes, Cleobury Mortimer, Clevedon, Clitheroe, Clun, Coalville, Cockermouth, Coggeshall, Colchester, Coleford, Coleshill, Colne (Cambridgeshire), Colne (Lancashire), Congleton, Conisbrough, Consett, Corbridge, Corby, Corsham, Cotgrave, Coventry, Cowes, Cramlington, Cranbrook, Craven Arms, Crawley, Crayford, Crediton, Crewe, Crewkerne, Cromer, Crook, Crowborough, Crowle, Crowthorne, Croydon, Cuckfield, Cullompton

## D
Dagenham, Dalton-in-Furness, Darlaston, Darley Dale, Darlington, Dartford, Dartmouth, Darwen, Daventry, Dawley, Dawlish, Deal, Denton, Derby, Dereham, Desborough, Devizes, Dewsbury, Didcot, Dinnington, Diss, Doncaster, Dorchester (Dorset), Dorking, Dover, Downham Market, Driffield, Dronfield, Droitwich Spa, Droylsden, Dudley, Dukinfield, Dunstable, Durham, Dursley,

## E
Ealing, Earley, Easingwold, Eastbourne, East Grinstead, East Ham, Eastleigh, Eastwood, Edenbridge, Egham, Egremont, Ellesmere, Ellesmere Port, Ely, Enfield, Epping, Epsom, Epworth, Erith, Esher, Eston, Eton, Evesham, Exeter, Exmouth, Eye

## F
Failsworth, Fairford, Fakenham, Falmouth, Fareham, Faringdon, Farnborough, Farnham, Farnworth, Faversham, Featherstone, Felixstowe, Fenny Stratford, Ferndown, Ferryhill, Filey, Filton, Fleet, Fleetwood, Flitwick, Folkestone, Fordingbridge, Fordwich, Fowey, Framlingham, Frinton-on-Sea, Frodsham, Frome

## G
Gainsborough, Garstang, Gateshead, Gillingham (Dorset), Gillingham (Kent), Glastonbury, Glossop, Gloucester, Godalming, Godmanchester, Goole, Gosport, Grange-over-Sands, Grantham, Gravesend, Grays, Great Dunmow, Great Torrington, Great Yarmouth, Grimsby, Guildford, Guisborough

## H
Hackney, Hadleigh (Essex), Hadleigh (Suffolk), Hailsham, Halesowen, Halesworth, Halewood, Halifax, Halstead, Haltwhistle, Hammersmith, Harlow, Harpenden, Harrogate, Harrow, Hartlepool, Harwich, Haslemere, Hastings, Hatfield, Havant, Haverhill, Hawes, Haxby, Hayle, Haywards Heath, Heanor, Heathfield, Hebden Bridge, Heckmondwike, Hedon, Helmsley, Helston, Hemel Hempstead, Hemsworth, Henley-in-Arden, Henley-on-Thames, Hendon, Hereford, Herne Bay, Hertford, Hessle, Heswall, Hetton-le-Hole, Hexham, Heywood, Higham Ferrers, Highbridge, Highworth, High Wycombe, Hinckley, Hitchin, Hoddesdon, Holmfirth, Holsworthy, Honiton, Horley (Oxfordshire), Horley (Surrey), Horncastle, Hornsea, Horsham, Horwich, Houghton-le-Spring, Hounslow, Hove, Howden, Hoylake, Hucknall, Huddersfield, Hugh Town, Hungerford, Hunstanton, Huntingdon, Hyde, Hythe (Hampshire), Hythe (Kent)

## I
Ilford, Ilfracombe, Ilkeston, Ilkley, Ilminster, Immingham, Ipswich, Irthlingborough, Ivybridge

## J
Jarrow, Jaywick

## K
Keighley, Kempston, Kendal, Kenilworth, Kesgrave, Keswick, Kettering, Keynsham, Kidderminster, Kidsgrove, Killingworth, Kimberley, Kingsbridge, King's Lynn, Kingston upon Hull, Kingston upon Thames, Kington, Kirkby-In-Ashfield, Kirkby Lonsdale, Kirkby Stephen, Kirkham, Kirton-in-Lindsey, Knaresborough, Knottingley, Knutsford

## L
Lancaster, Launceston, Leatherhead, Leamington Spa, Lechlade, Ledbury, Leeds, Leek, Leicester, Leigh, Leighton Buzzard, Leiston, Leominster, Letchworth, Lewes, Lewisham, Leyburn, Leyland, Leyton, Lichfield, Lincoln, Liskeard, Littlehampton, Liverpool, Loftus, Londen, Long Eaton, Longridge, Looe, Lostwithiel, Loughborough, Loughton, Louth, Lowestoft, Ludlow, Luton, Lutterworth, Lydd, Lydney, Lyme Regis, Lymington, Lynton, Lytchett Minster, Lytham St. Annes

## M
Mablethorpe, Macclesfield, Madeley, Maghull, Maidenhead, Maidstone, Maldon, Malmesbury, Maltby, Malton, Malvern, Manchester, Manningtree, Mansfield, March, Margate, Market Deeping, Market Drayton, Market Harborough, Market Rasen, Market Warsop, Market Weighton, Marlborough, Marlow, Maryport, Matlock, Melksham, Melton Mowbray, Mexborough, Middleham, Middlesbrough, Middleton, Middlewich, Midhurst, Midsomer Norton, Millom, Milton Keynes, Minehead, Mirfield, Morecambe, Moretonhampstead, Moreton-in-Marsh, Morley, Morpeth, Mossley, Much Wenlock

## N
Nailsea, Nailsworth, Nantwich, Needham Market, Neston, Newark-on-Trent, Newbiggin-by-the-Sea, Newbury, Newcastle-under-Lyme, Newcastle upon Tyne, Newent, Newhaven, Newmarket, New Mills, New Milton, Newport (Isle of Wight), Newport (Shropshire), Newport Pagnell, Newquay, New Romney, Newton Abbot, Newton Aycliffe, Newton-le-Willows, Normanton, Northallerton, Northam, Northampton, Northleach, North Petherton, North Shields, North Walsham, Northwich, Norton Radstock, Norton-on-Derwent, Norwich, Nottingham, Nuneaton

## O
Oakengates, Oakham, Okehampton, Oldbury, Oldham, Ollerton, Olney, Ormskirk, Orpington, Ossett, Oswaldtwistle, Oswestry, Otley, Ottery St. Mary, Oundle, Oxford

## P
Paddock Wood, Padstow, Paignton, Painswick, Peacehaven, Penistone, Penrith, Penryn, Penzance, Pershore, Peterborough, Peterlee, Petersfield, Petworth, Pickering, Plymouth, Pocklington, Pontefract, Polegate, Poole, Portishead, Portslade, Portsmouth, Potters Bar, Potton, Poulton-le-Fylde, Prescot, Preston, Princes Risborough, Prudhoe, Pudsey

## Q
Queenborough

## R
Ramsbottom, Ramsgate, Raunds, Rawtenstall, Rayleigh, Reading, Redcar, Redditch, Redhill, Redruth, Reeth, Reigate, Retford, Richmond (Londen), Richmond (Yorkshire), Rickmansworth, Ringwood, Ripley, Ripon, Robin Hood's Bay, Rochdale, Rochester, Rochford, Romford, Romsey, Ross-on-Wye, Rothbury, Rotherham, Rothwell, Rowley Regis, Royston, Royton, Rugby, Rugeley, Runcorn, Rushden, Ryde, Rye

## S
Saffron Walden, St. Albans, St. Austell, St. Blazey, St. Columb Major, St.Helens, St. Ives (Cambridgeshire), St. Ives (Cornwall), St. Neots, Salcombe, Sale, Salford, Salisbury, Saltash, Saltburn-by-the-Sea, Sandbach, Sandhurst, Sandown, Sandwich, Sandy, Sawbridgeworth, Saxmundham, Scarborough, Scunthorpe, Seaford, Seaton, Sedbergh, Sedgefield, Sedgley, Selby, Selsey, Settle, Sevenoaks, Shaftesbury, Shanklin, Shaw and Crompton, Sheerness, Sheffield, Shefford, Shepshed, Shepton Mallet, Sherborne, Sheringham, Shifnal, Shildon, Shipley, Shipston-on-Stour, Shoreham-by-Sea, Shrewsbury, Sidmouth, Silsden, Sittingbourne, Skeeby, Skegness, Skelmersdale, Skipton, Sleaford, Slough, Smethwick, Snodland, Soham, Solihull, Somerton, Southall, Southam, Southampton, Southborough, South Elmsall, Southend-on-Sea, South Kirkby & Moorthorpe, South Molton, Southport, South Shields, Southwell, Southwold, South Woodham Ferrers, Sowerby Bridge, Spalding, Spennymoor, Spilsby, Stafford, Staines, Stainforth, Stalybridge, Stamford, Stanley, Stapleford, Staveley, Stevenage, Stockport, Stocksbridge, Stockton-on-Tees, Stoke-on-Trent, Stokesley, Stone, Stony Stratford, Stourbridge, Stourport-on-Severn, Stowmarket, Stow-on-the-Wold, Stratford-upon-Avon, Streatham, Stretford, Strood, Stroud, Sudbury, Sunderland, Sutton, Sutton Coldfield, Sutton-in-Ashfield, Swadlincote, Swaffham, Swanage, Swanley, Swindon, Swinton

## T
Tadcaster, Tadley, Tamworth, Taunton, Tavistock, Teignmouth, Telford, Tenbury Wells, Tenterden, Tetbury, Tewkesbury, Thame, Thatcham, Thaxted, Thetford, Thirsk, Thornaby, Thornbury, Thorne, Thrapston, Tickhill, Tilbury, Tipton, Tiverton, Todmorden, Tonbridge, Torpoint, Torquay, Totnes, Tottenham, Tottington, Totton and Eling, Towcester, Tring, Trowbridge, Truro, Tunbridge Wells, Twickenham

## U
Uckfield, Ulverston, Uppingham, Upton-upon-Severn, Uttoxeter, Uxbridge

## V
Ventnor, Verwood

## W
Wadebridge, Wadhurst, Wakefield, Wallasey, Wallingford, Walmer, Walsall, Waltham Abbey, Waltham Cross, Walthamstow, Walton-on-Thames, Walton-on-the-Naze, Wandsworth, Wantage, Ware, Wareham, Warminster, Warrington, Warwick, Washington, Watchet, Waterlooville, Watford, Wath-upon-Dearne, Watton, Wavertree, Wednesbury, Wednesfield, Wellingborough, Wellington (Somerset), Wellington (Shropshire), Wells, Wells-next-the-Sea, Welwyn Garden City, Wem, Wendover, West Bromwich, Westbury, Westerham, West Ham, Westhoughton, West Mersea, Westminster, Weston-super-Mare, Wetherby, Weybridge, Weymouth, Whaley Bridge, Whiston, Whitby, Whitchurch, Whitehaven, Whitley Bay, Whitnash, Whitstable, Whitworth, Wickford, Widnes, Wigan, Wigston, Willenhall, Wimbledon, Wimborne Minster, Wincanton, Winchcombe, Winchelsea, Winchester, Windermere, Windsor, Winsford, Winslow, Wisbech, Witham, Withernsea, Witney, Wivenhoe, Woburn, Woking, Wokingham, Wolverhampton, Wombwell, Woodbridge, Woodstock, Wooler, Woolwich, Wootton Bassett, Worcester, Workington, Worksop, Worthing, Wotton-under-Edge, Wymondham

## Y
Yarm, Yarmouth, Yate, Yateley, Yeadon, Yeovil, York